# University of Saint Francis (Joliet)
La University of Saint Francis (USF) è un'università privata di indirizzo cattolico con sede a Joliet, nello stato americano dell'Illinois.
Le origini dell'università si ricollegano con quelle della The Sisters' Normal Institute of Higher Learning, aperta nel 1920 dalle suore francescane di Maria Immacolata per la formazione delle religiose della congregazione che si preparavano all'insegnamento. L'istituto prese il nome di Assisi Junior College nel 1925 e di College of Saint Francis nel 1930. Divenne University of Saint Francis nel 1998.